# Fanny Davenport
Fanny Davenport (10 april 1850 - 26 september 1898) was een Amerikaanse actrice.

## Levensloop en carrière
Davenport werd in 1850 in Londen geboren als dochter van acteur Edward Loomis Davenport en actrice Fanny Vining. In 1854 trok haar familie naar de Verenigde Staten. Ze maakte haar theaterdebuut in 1862. Later speelde ze nog in stukken van onder meer Victorien Sardou. 
Davenport overleed in 1898 op 48-jarige leeftijd. Ze was tweemaal gehuwd. Haar tweede huwelijk was met acteur Melbourne MacDowell. Ze was de oudere zus van Harry Davenport en de tante van Dorothy Davenport.
- Gemeinsame Normdatei: 1029617783
- International Standard Name Identifier: 0000 0000 2619 2582
- Library of Congress Control Number: n82075817
- SNAC: w6571sk9
- Virtual International Authority File: 13655963
- WorldCat: E39PBJrKXJMDFPXdPcTtJ3T4MP